# Kybos smaragdula
Kybos smaragdula är en insektsart som först beskrevs av Carl Fredrik Fallén 1806.  I den svenska databasen Dyntaxa används istället namnet Kybos smaragdulus. Kybos smaragdula ingår i släktet Kybos och familjen dvärgstritar. Arten är reproducerande i Sverige. Inga underarter finns listade i Catalogue of Life.